# سارة تشارلزورث
سارة تشارلزورث (بالإنجليزية: Sarah Charlesworth)‏ هي مصورة أمريكية، ولدت في 29 مارس 1947 في إيست أورانج في الولايات المتحدة، وتوفيت في 25 يونيو 2013 في هارتفورد في الولايات المتحدة بسبب أم الدم داخل القحف.

## وصلات خارجية
- الموقع الرسمي